# AvWest
 (août 2019).
AvWest est une compagnie aérienne charter et un opérateur de base fixe basée au Perth Jet Centre à Perth, en Australie, depuis 2002.

## Opérations
AvWest opère à partir du Perth Jet Centre, dont elle est propriétaire à l'aéroport de Perth. La compagnie aérienne opère principalement en Australie et peut desservir des destinations internationales.